# Bergsalangan
Bergsalangan (Aerodramus hirundinaceus) är en fågel i familjen seglare

## Utbredning och systematik
Bergsalanganen förekommer på och kring Nya Guinea och delas upp i tre underarter med följande utbredning:
- A. h. baru – förekommer på Yapen
- A. h. excelsus – centrala Nya Guinea (Snow Mountains och Mount Carstensz)
- A. h. hirundinaceus – Nya Guinea, Dampier och Goodenough

Underarten excelsus inkluderas ofta i nominatformen.

## Status
IUCN kategoriserar arten som livskraftig.